# Phyllonorycter manzanita
Phyllonorycter manzanita là một loài bướm đêm thuộc họ Gracillariidae. Loài này có ở Hoa Kỳ (California).
Ấu trùng ăn Arctostaphylos glauca và Arctostaphylos manzanita. Chúng ăn lá nơi chúng làm tổ.